# Nezávazný sex
Nezávazný sex je sexuální aktivita, při níž mezi partnery neexistuje závazek, emocionální pouto, důvěrnost a hlubší intimita. Typickými formami nezávazného sexu jsou orgie (a jejich všemožné moderní verze jako swingers party), prostituce, náhodný sex (sex brzy po seznámení a nerozvíjející se v další vztah, obvykle zvaný "sex na jednu noc") nebo tzv. přátelství s výhodami (občasný sex mezi přáteli bez hlubšího vztahu mezi nimi). Nezávazný sex se může rozvíjet v rámci nevěry, ať už tajené, či dohodnuté a manifestované (volná láska). Nezávazný sex může být spontánní, ale často je i organizovaný (i tzv. náhodný sex se rodí někdy na specializovaných párty, které slouží ke zkontaktování lidí takový sex hledajících). 
I když bývá nezávazný sex v moderní společnosti často spojován s rozrušením tradiční morálky, byl praktikován od počátku dějin. Orgie jsou známy z mnoha starověkých kultur, byť tehdy byly mnohdy legitimizovány náboženskými důvody (tak je tomu dokonce i dnes, například u satanistických kultů a jejich orgií). V mnoha starověkých kulturách navíc existovala forma nezávazného sexu, která dnes už vymizela – sex s otroky. Ve starém Římě například probíhal mužův sex s otrokyní často za vědomí, ba v přítomnosti manželky (dominy) a ta to nevnímala jako nevěru. Rovněž prostituce je prastarý institut, její počátky také možná souvisí s náboženskými rituály (viz chrámová prostituce). 
Mnoho autorů upozornilo na to, že nezávazný sex jako protipól sexu v romantickém vztahu je poměrně nedávný konstrukt a v minulosti nebyl sex tak často spojován s milostnými city jako dnes, zvláště ne v manželství, které bylo více ekonomickým institutem. Přesto existují i opačné přístupy, které (předpokládaný) rozmach nezávazného sexu dávají do souvislosti s uvolněním morálky v souvislosti se sexuální revolucí v 2. polovině 20. století. Faktem je, že sexuální revoluce široce rozšířila antikoncepci, která brání před nechtěnými dopady nezávazného sexu, a že některá hnutí se sexuální revolucí související (kontrakultura, hippies apod.) ideály volných vztahů hlásala. Svobodomyslnější stránku sexuální revoluce však od 90. let omezila pandemie AIDS. I v minulosti nezávazný sex vedl k šíření pohlavních chorob, zejména syfilidy. 
Psychologové a biologové vedou spory o to, zda je nezávazný sex příznakem emocionální patologie, či zda vyvěrá z lidské přirozenosti. Debata se vede také o tom, zda je nezávazný sex typičtější pro gay komunitu, nebo ne. Kriticky se k němu staví zejména o náboženství se opírající etika. Specifickou a relativně novou formou nezávazného sexu je pak sex virtuální, obvykle přes internet.